# Julia Ebner

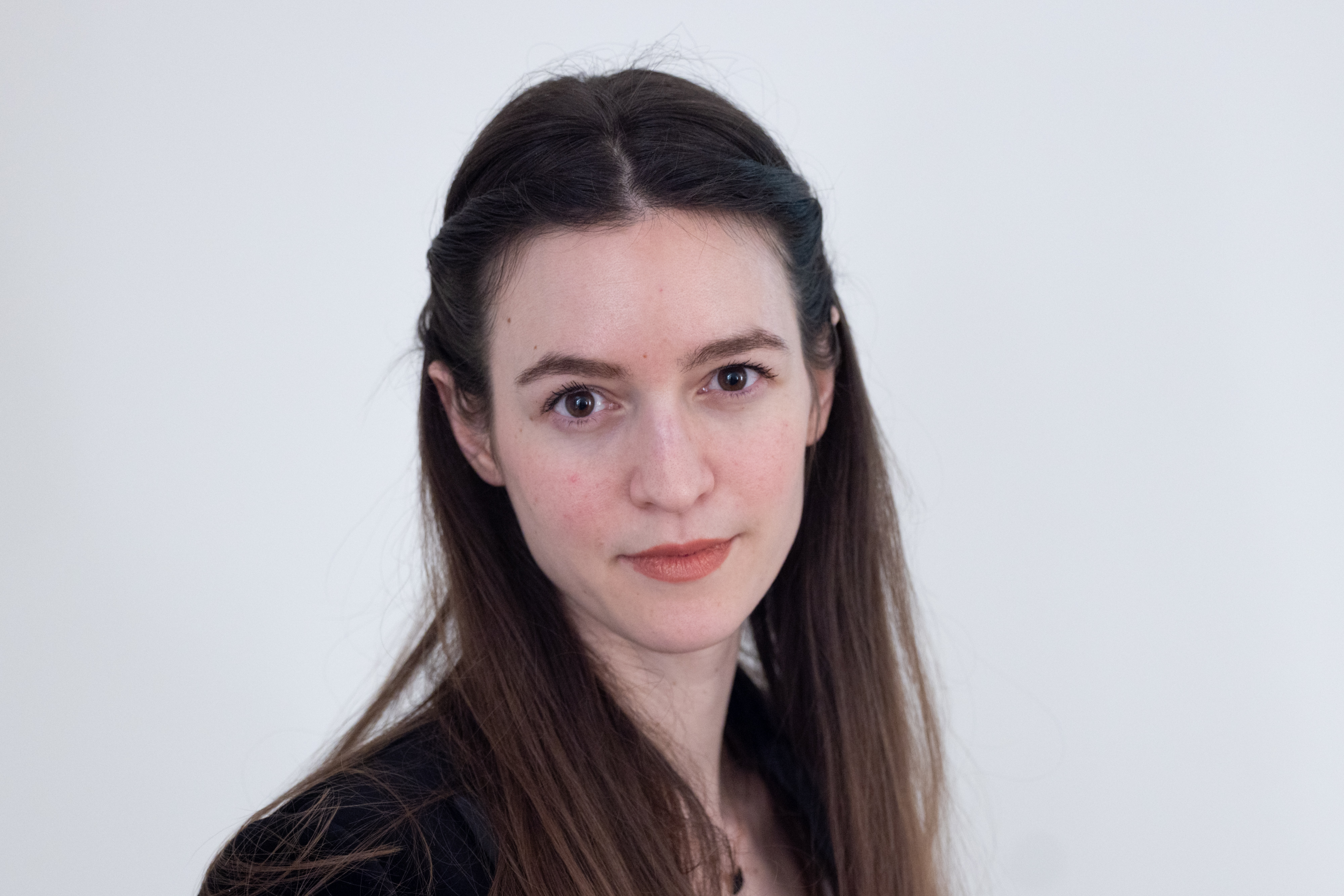
Julia Ebner (2023)

Julia Ebner (* 24. Juli 1991 in Wien) ist eine österreichische Wissenschaftlerin, Investigativ-Journalistin, Autorin und Politikberaterin.

## Leben
Ebner begann 2009 ein Studium im Fach Internationales Management an der Wirtschaftsuniversität Wien, das sie 2013 mit einem B.Sc. abschloss. Parallel begann sie 2010 ein Philosophie-Studium an der Universität Wien, das sie 2013 mit einem B.A. abschloss. Das Wintersemester 2011/2012 verbrachte sie als Austauschsemester an der ESSEC Business School bei Paris. Von 2013 bis 2014 studierte sie politische Ökonomie und Entwicklungsökonomie an der Universität Peking, ihre Masterarbeit über Chancen für den afrikanischen Mineraliensektor durch wachsende Märkte in China und Europa wurde in der bei Elsevier verlegten Fachzeitschrift Resources Policy veröffentlicht. Von August bis Oktober 2014 war sie als Nachwuchsforscherin beim European Institute for Asian Studies tätig, einem von der EU unterstützten Think Tank für Politik und Forschung, welches 2006 von George Weidenfeld gegründet wurde. An der London School of Economics and Political Science studierte Ebner von 2014 bis 2015 Internationale Beziehungen, ihre Masterarbeit schrieb sie zum Thema Female suicide bombers: between victimisation and demonisation (1985–2015).
Von Oktober 2015 bis Juni 2017 war Ebner als Senior Researcher bei der Anti-Extremismus-Organisation Quilliam Foundation tätig, wo sie Forschungsprojekte zur Terrorismusprävention für die Europäische Kommission und die Kofi Annan Foundation leitete sowie als Sachverständige vom Home Affairs Select Committee für Rechtsextremismus, einem Ausschuss des House of Commons, angehört wurde. In ihrer Rolle als Koordinatorin des paneuropäischen Netzwerks Familien gegen Terrorismus und Extremismus (FATE) führte sie Projekte zur Radikalisierungsprävention in Europa und Nordafrika durch.
Seit Juli 2017 ist Ebner als Research Fellow am Londoner Institute for Strategic Dialogue spezialisiert auf Rechtsextremismus, gegenseitige Radikalisierung und europäische Terrorismusprävention. Auf der Grundlage ihrer Forschung berät Julia Ebner parlamentarische Arbeitsgruppen, Frontarbeiter und Tech-Unternehmen, spricht auf internationalen Konferenzen und hält Workshops in Schulen und Universitäten ab. Sie schreibt regelmäßig für The Guardian und The Independent. In der breiten Öffentlichkeit ist Ebner durch zahlreiche Interviews beispielsweise in den Tagesthemen, im heute-journal, ZDF spezial, bei quer, Auftritten in Talkshows wie z. B. Maybrit Illner, Markus Lanz, Im Zentrum, Dokumentationen beispielsweise auf ZDFneo und im Faktenfinder sowie international bei BBC, CNN, France 24, WNYC, Channel 4 u. a. bekannt. Im Jahr 2021 schrieb sie als Kolumnistin für die Wochenzeitung Falter.
Für ihr im September 2017 erschienenes Buch The Rage, das auf der Leipziger Buchmesse 2018 als deutschsprachige Übersetzung Wut vorgestellt wurde, hatte sich Ebner mehrere Monate in einer Art Infiltrationstechnik sowohl unter Rechtsradikale, darunter Gruppen der Identitären Bewegung und der English Defence League, wie auch radikale Islamisten begeben. Für ihr Folgebuch Going Dark, das in der deutschen Übersetzung 2019 als Radikalisierungsmaschinen erschien und bei der Frankfurter Buchmesse präsentiert wurde, war sie zwei Jahre in unterschiedlichen extremistischen Gruppen undercover. Mit falschen Accounts in den sozialen Medien gelang es ihr unter anderem, zu Wahlpartys und internen Strategietreffen der neurechten Gruppen um Martin Sellner eingeladen zu werden. Sie beschreibt Versuche, sie als Influencerin und Poster-Girl zu gewinnen. Ähnlich mischte sie sich wie ein Undercover Agent z. B. unter Versammlungen der u. a. in den arabischen Ländern und Deutschland verbotenen Hizb ut-Tahrir. Zuletzt erschien Ebners drittes Buch Going Mainstream 2023 mit dem deutschen Titel Massenradikalisierung.
Ebner absolvierte 2023 ihr Doktorat am St. John’s College der Universität Oxford, wo sie am Institut für kognitive und evolutionäre Anthropologie bei Harvey Whitehouse ein Dissertationsprojekt zum Einfluss von  Echokammern auf Identitätsfusion und Radikalisierung verfolgte.
Seit Januar 2024 ist Julia Ebner als Forscherin am Calleva Centre for Evolution and Human Science des Magdalen College der Universität Oxford angestellt.

## Rezensionen
Barbara Junge empfand Ebners Buch Wut als zwar stellenweise komplexes Kompendium, bereits dies sei für sie ein Grund, „sich das Buch ins Regal […] zu stellen“. Ebner folge Huntingtons Kampf der Kulturen und analysiere einen „Teufelskreis aus islamistischem Extremismus und Rechtsextremismus“, für dessen beide Extreme westliche Demokratien „mit dem Bedeutungszuwachs von Identitätspolitik“ den „Nährboden“ bieten. Die Identitätspolitik sei die Konsequenz einer „empfundenen sozioökonomischen Ungerechtigkeit“ im Zuge der Globalisierung, der Bankenkrise und dem Spruch vom „too big to fail“. Die Verantwortung, diesen globalen Krieg aufzuhalten, lege Ebner in die Hände der (liberalen) politisch-gesellschaftlichen Mitte, denn deren Taten und Tatenlosigkeit hätten die Wut als wichtigste Triebkraft des Extremismus hervorgebracht. Simone Hulliger vom SRF sah Ebners verdeckte Recherche als Untersuchung der Dynamik, die den sich gegenseitig anstachelnden islamistischen sowie rechtsextremen Terror auf den Vormarsch bringe und damit zu einer beträchtlichen globalen Bedrohung mache. Ein Börsenblatt-Rezensent schrieb, Ebners Buch sei ein Plädoyer, „die Kommunikationsstrategie der Extremisten zu entlarven“. Rechtsextreme und Islamisten würden 'am selben Drehbuch schreiben' mit dem gemeinsamen Ziel, demokratische Strukturen zu zerstören und Menschenrechte auszuhöhlen.
Ein DLF-Kultur-Rezensent äußerte, es stelle sich „angesichts des Zulaufs bei Rechtsextremen und Islamisten“ und den von Ebner beschriebenen erstaunlichen Gemeinsamkeiten beider Gruppierungen die Frage, ob wir „im Zeitalter der Wut“ seien.
Ebners Buch Radikalisierungsmaschinen wurde von Zeit-Rezensent Martin Eimermacher scharf kritisiert. Die kriminalistische Aufbereitung des Themas sei wenig spannend zu lesen, die moralische Unerbittlichkeit vergleicht er mit Jan Böhmermann. Die Argumentation sei unterkomplex, da sie unter anderem nahelege, der Erfolg der AfD sei auf digitale Trollfabriken zurückzuführen. Wie Ideologien entstehen, interessiere Ebner zu wenig.

## Auszeichnungen
- 2018: Bruno-Kreisky-Preis für das politische Buch – Anerkennungspreis für Wut. Was Islamisten und Rechtsextreme mit uns machen[38]
- 2020: Wissenschaftsbuch des Jahres für Radikalisierungsmaschinen. Wie Extremisten die neuen Technologien nutzen und uns manipulieren
- 2022: Dr.-Caspar-Einem-Preis des BSA – Bund sozialdemokratischer AkademikerInnen, Intellektueller und KünstlerInnen[39]
- 2024: Österreicherin des Jahres in der Kategorie Erfolg international[40]

## Publikationen
- Entrepreneurs: China’s Next Growth Engine? In: The Diplomat. 7. August 2014.
- Europe’s Rare Earth Dependence on China. In: European Institute for Asian Studies. Dezember 2014.
- The Sino–European race for Africa’s minerals: When two quarrel a third rejoices. In: Resources Policy. Band 43, März 2015, S. 112–120. ISSN 0301-4207 doi:10.1016/j.resourpol.2014.11.009
- mit Yassine Souidi, Saeida Rouass: FATE: Engaging Families to Counter Violent Extremism in North Africa. In: Quilliam Foundation. Oktober 2016.
- mit Maajid Nawaz: The EU and Terrorism: Is Britain Safer in Or Out? Quilliam Foundation 2016 ISBN 978-1-906603-23-6.
- Radikalisierungsspirale: Das Wechselspiel zwischen Islamismus und Rechtsradikalismus. In: Wissen schafft Demokratie: Band 2: Schwerpunkt Diskriminierung Amadeu Antonio Stiftung 2017 ISBN 978-3-940878-31-1 S. 148–159.
- The Balanced Nation: Addressing the Challenges of Islamist and Far-Right Extremism in the Classroom. In: Farid Panjwani, Lynn Revell, Reza Gholami, Mike Diboll (Hrsg.): Education and Extremisms. Routledge 2017 ISBN 978-1-315-30309-3 S. 146–156.
- mit Jacob Davey: The Fringe Insurgency. Institute for Strategic Dialogue. 2017.
- Wut: was Islamisten und Rechtsextreme mit uns machen. Aus dem Englischen von Thomas Bertram. Konrad Theiss Verlag, März 2018, ISBN 978-3-8062-3701-6.
  - Originalausgabe: The Rage: The Vicious Circle of Islamist and Far-Right Extremism. I.B. Tauris September 2017 ISBN 978-1-78831-032-1.
- mit Jacob Davey: Mainstreaming Mussolini: How the Extreme Right Attempted to ‚Make Italy Great Again‘ in the 2018 Italian Election. Institute for Strategic Dialogue. März 2018.
- Radikalisierungsmaschinen. Wie Extremisten die neuen Technologien nutzen und uns manipulieren. Aus dem Englischen von Kirsten Riesselmann. Suhrkamp, Berlin 2019. ISBN 978-3-518-47007-7.
- Massenradikalisierung. Wie die Mitte Extremisten zum Opfer fällt. Aus dem Englischen von Kirsten Riesselmann. Suhrkamp, Berlin 2023, ISBN 978-3-518-47314-6.[41]
- mit Harvey Whitehouse: Identity and Extremism: Sorting out the causal pathways to radicalization and violent self-sacrifice, The Routledge Handbook on Radicalization and Countering Radicalization (Abington: Routledge, 2023).
- Verschwörungstheorien – Was Corona mit unserer Gesellschaft macht in Corona Stories (Berlin: Wissenschaftliche Buchgesellschaft, 2020).
- Countering (Post-)Digital Hate: What Can Civil Society Do? in Fielitz, Maik and Nick Thurston (eds), Back to Front Truths: Opposing the Post Digital Cultures of the Far-Right (Columbia University Press, 2019).
- mit Christopher Kavanagh and Harvey Whitehouse, Assessing Violence Risk among Far-Right Extremists: A New Role for Natural Language Processing, Terrorism and Political Violence, August 2023.
- mit Christopher Kavanagh and Harvey Whitehouse, Measuring Socio-Psychological Drivers of Extreme Violence in Online Terrorist Manifestos: An Alternative Linguistic Risk Assessment Model, Journal of Policing, Intelligence and Counter Terrorism, July 2023.
- mit Christopher Kavanagh and Harvey Whitehouse, The QAnon Security Threat: A Linguistic Fusion-Based Violence Risk Assessment, Perspectives on Terrorism, Special Issue on Anti-Government Extremism, December 2022.
- mit Christopher Kavanagh and Harvey Whitehouse, Is There a Language of Terrorists? A Comparative Manifesto Analysis, Studies in Conflict and Terrorism, August 2022.
- Replatforming Unreality, MIT Journal of Design and Science, Issue 6: Unreal, September 2019.